# Акеларре

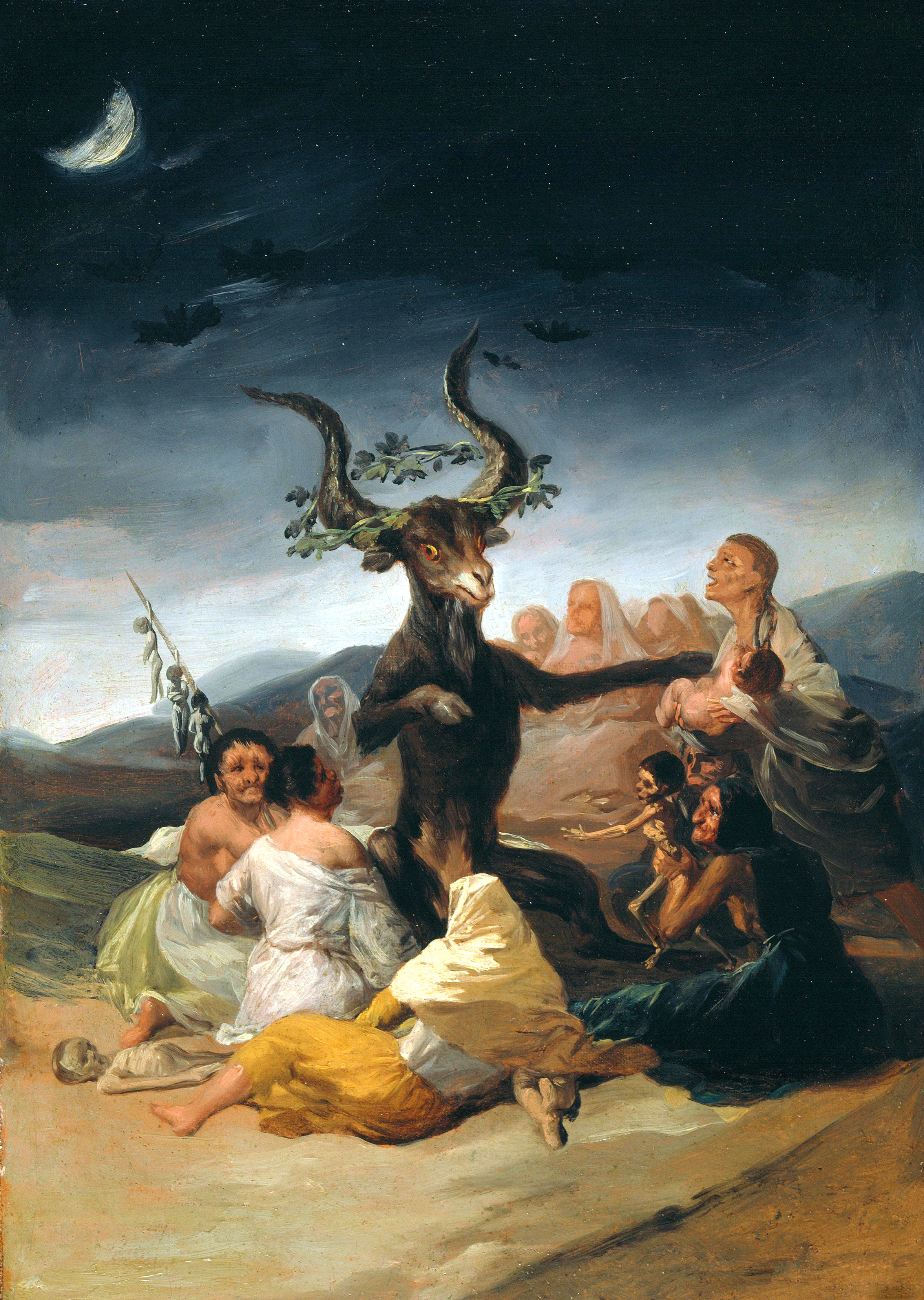
Франсиско Гойя. «Шабаш ведьм» (El aquelarre), 1798

Акеларре (баск. Akelarre) — место сборища ведьм и колдунов (sorgin) в баскской мифологии, где дьявол в облике большого козла (реже чёрного кота) принимал своих приближённых. Считается, что на этих шабашах совершались магико-эротические обряды, приносились жертвы. Наиболее известное акеларре находится возле деревни Сугаррамурди (провинция Наварра), над жителями которой в 1609—1610 годах прошёл инквизиционный процесс по обвинению в поклонении дьяволу. Инквизиторы арестовали почти всех жителей деревни и ближайших сёл. В 1610 году были вынесены приговоры и прошли казни. Позже проведение акеларре перестало быть массовым явлением, хотя попытки возобновления судебных процессов в отношении его участников предпринимались в начале 1620-х годов. Однако и позже (вплоть до XX века) доходили туманные сведения о проведении ведьмовских сборищ в отдалённых селениях. Мистическая практика потеряла популярность, со временем став лишь достоянием истории, культуры басков. В 2007 году в Сугаррамурди открылся Музей ведьм, расположенный в одной из пещер. Также в тех местах проводится ежегодный день ведьм. Баскскому шабашу посвящено несколько испанских фильмов.

## Этимология
Термин акеларре происходит от наваррской долины, где имели место подобные колдовские собрания. По наиболее распространённой версии он состоит из двух компонентов: aker — «козёл» и larre — «луг, пастбище», что буквально можно перевести как «козлиный луг». Aker, akher входит в состав теонима Akherbeltz («чёрный козёл») — духа ночи, обитающего под землёй. Ему ведьмы и колдуны приносили в жертву хлеб, яйца и деньги по определённым дням недели. Он управлял погодой (как и живущая в пещере богиня Мари) и мог исцелять животных. В связи с этим в конюшнях держали козла для защиты стада от болезней. Этнограф Хосе Мигель де Барандиаран сближал мифологические образы Мари и Акербельца, называя последнего воплощением, двойником подземного духа баскской богини.
По менее распространённой версии, первый компонент слова происходит от alka — местного названия травянистого растения ежа (Dactylis hispanica), после употребления которого коровы могут заболеть. В таком случае речь идёт о луге, где растёт такое растение. В кастильском диалекте Наварры larre означает «незасеянную почву на небольшой возвышенности среди засеянной земли». Исследователи приводят ещё ряд диалектных значений: «вереск», «необработанная земля», «выгон», «пастьба», «фураж» и др. Х. М. Ибаррен полагал, что слово восходит к первоначальной форме aquerlarre, приведённой в одном из документов из наваррского архива о процессе над ведьмами, происходившего в XVI веке. У басков наиболее известны следующие акеларре: Сугаррамурди, Ларруне, Хайскибель, Ирантци, Пуллеги, Майрубуратца (кромлех в Аместойе), Маньярия, Гарайгорта, Акерланда, Уркиса. Самым известным из этих мест является равнина и находящаяся на ней «пещера козлиного луга» недалеко от деревни Сугаррамурди. Начиная с XVIII века слово akelarre и близкие к нему формы употребляется в испанских источниках.

## История

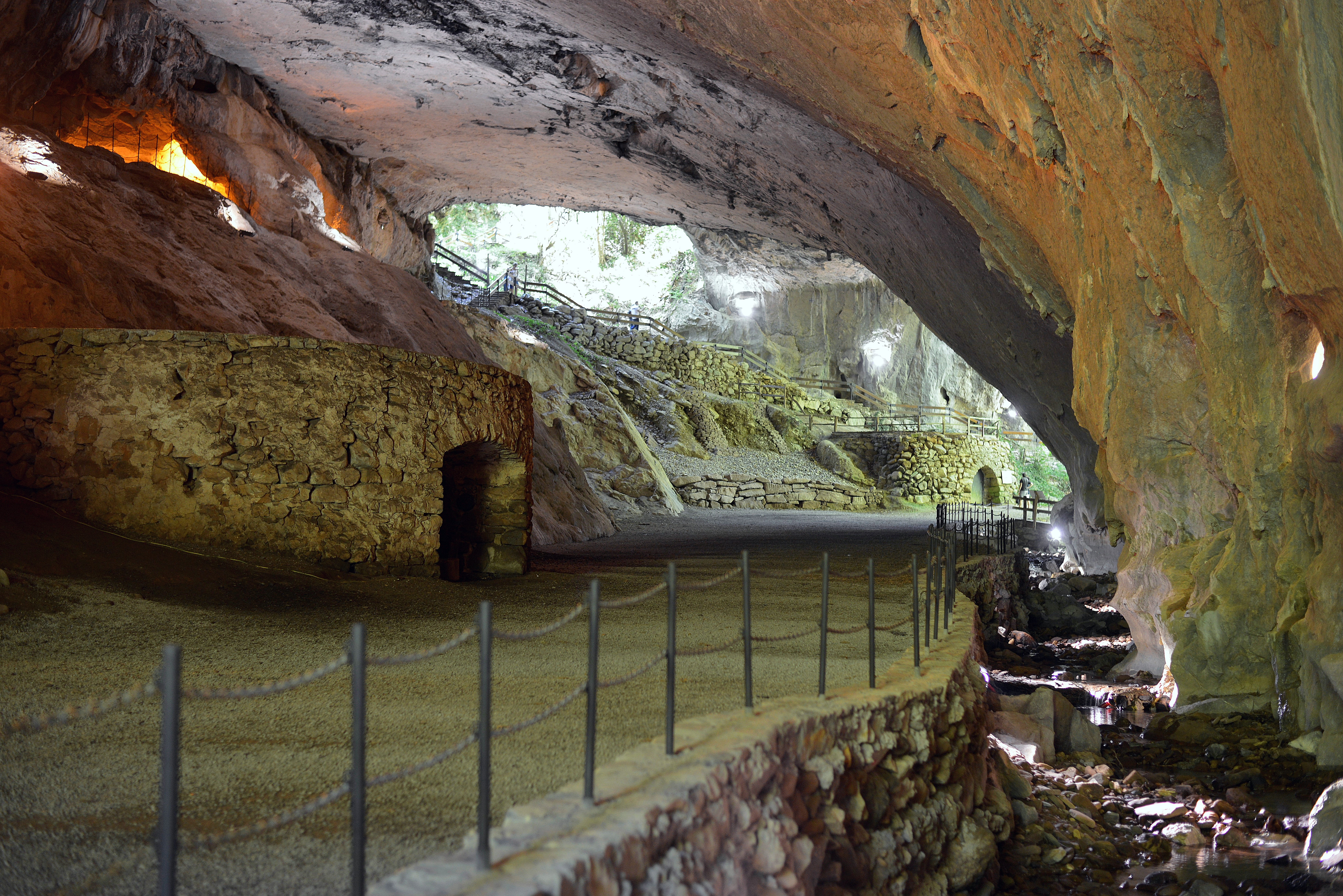
Пещера Сугаррамурди

Согласно баскским представлениям, в пещере Сугаррамурди дьявол в облике большого козла принимал ведьм и колдунов (sorgin). В одном из входов в неё имелся более широкий вход, известный как «пещера колдунов». Каждый год 15 августа в один из деревенских праздников местными старейшинами проводился сбор людей, на котором готовили на огне купленных утром двух баранов. В полдень в пещере старейшины делили мясо, после чего ели его с вином и хлебом. Потом участники обряда брались за руки (платки) и выходили цепочкой к дому священника, вокруг которого плясали. После этого участники сборища шли на деревенскую площадь, где плясали «танец верёвки». Кроме козла, ещё одним животным, который мог присутствовать на акеларре, был огромный чёрный кот.

В 1609 году начался процесс над баскскими ведьмами в Логроньо, недалеко от Наварры и Страны Басков. На него оказали влияние аналогичные инквизиционные процессы, проведённые в соседнем Лабурдане (Франция) судьёй Пьером де Ланкром. Одна из жительниц Сугаррамурди призналась, что она ведьма и вместе со своими подругами систематически участвует в шабашах в расположенных рядом пещерах. Инквизиторы арестовали почти всех жителей деревни и ближайших сёл. В 1610 году были вынесены приговоры и прошли казни: 18 женщин были прощены (так как признались в ведьмовстве), 6 были сожжены и 5 умерли до окончания суда — вместо тел были переданы огню их куклы (точнее манекены).

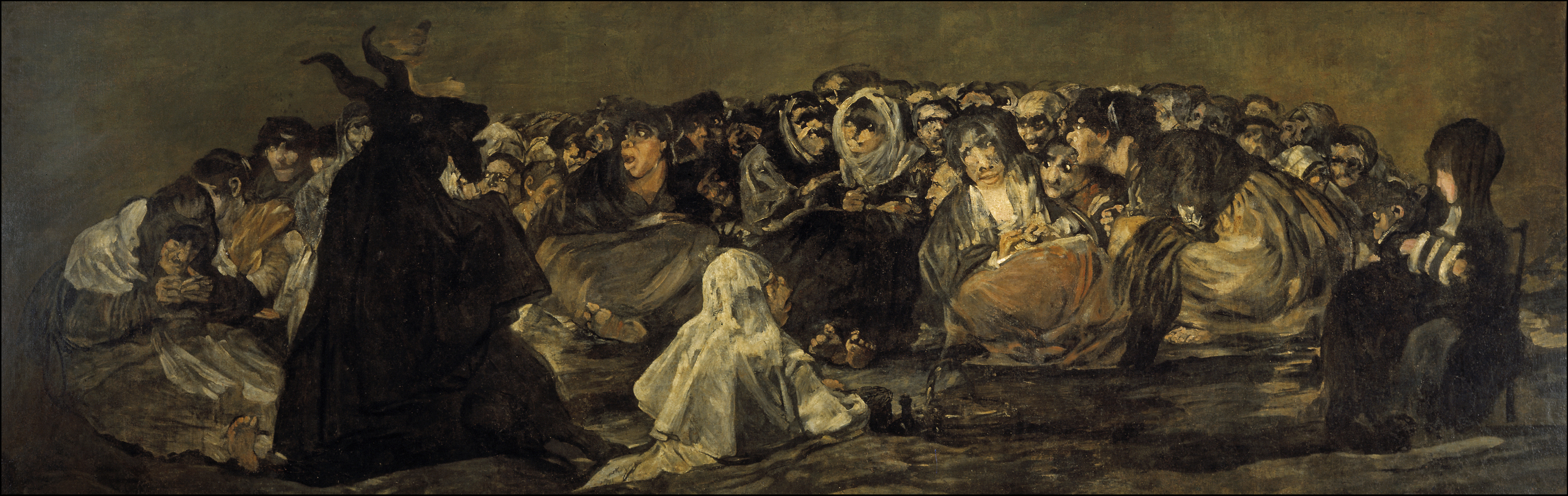
Франсиско Гойя. «Шабаш ведьм» (El Aquelarre, o El gran Cabrón), 1821—1823

Сведения о процессе привёл испанский историк инквизиции Хуан-Антонио Льоренте. По его словам, члены секты колдунов «называли своё собрание акеларре — гасконским словом, означающим „козлиный луг“, потому что собрание происходило на лугу, где дьявол обыкновенно показывался им в виде этого животного». Он также мог находиться в обличье мужчины. При начале шабаша все «бросаются на землю и поклоняются дьяволу, называя его своим владыкой и своим богом и повторяя слова вероотступничества, произнесённые при приёме в секту». Участники целовали дьявола в ноги и руки, левый бок, задний проход и член. Сборище начиналось в девять часов вечера и продолжалось до полуночи, но не позднее пения петуха. Кроме такого собрания участники проводили дьявольское подражание церковной мессе, на которой дьявол получал приношения, возвышаясь на чёрном троне: «Главная ведьма (которую называют царицей ведьм) сидит справа от него, держит хлеб, на котором вырезана фигура дьявола; по левую руку сидит первый из колдунов (который считается их царём) с чашей в руке. Главные из присутствующих и другие посвящённые приносят дары, соответствующие их желанию и их средствам. Женщины предлагают пшеничные лепёшки. Затем целуют хлеб, становятся на колени перед дьяволом и ещё раз целуют его задницу, из которой он испускает зловонный запах, а один из прислуживающих держит его хвост поднятым». После этого князь тьмы освящал какой-то чёрный предмет, напоминающий башмачную подошву, на котором помещено его изображение. Также он произносил слова молитвы над хлебом и чашей с противной жидкостью, причащаясь сам и причащая своих подданных в двух формах: «то, что он даёт есть, черно, жёстко, трудно для жевания и проглатывания; жидкость черна, горька и тошнотворна». После окончания мессы происходили сексуальные оргии во время которых дьявол совокуплялся со всеми присутствующими и заставлял всех ему подражать в этом. «Это половое общение оканчивается свальным грехом, без различия брачных или родственных связей. Прозелиты дьявола считают за честь быть в числе первых приглашёнными к исполнению этих дел; привилегия царя — приглашать выбранных им, а царицы — звать женщин, которых она предпочитает». После этого дьявол давал поручения совершать всяческие козни против верующих и даже против колдунов, которые вызвали его гнев.
В просвещённой части испанского общества уже со времён инквизиционных процессов к ним стали относиться скептически. В то время акеларре начали сравнивать с античными религиозными мистериями. Так, Педро де Валенсия (исп. Pedro de Valencia) находил аналогии в поведении участников баскского обычая и вакханок. Испанский историк Хулио Каро Бароха, резюмируя точку зрения Педро де Валенсии, писал: «Этот великий гуманист считал, что бытующие среди членов инквизиции мнения достойны презрения. Собрания, реальность которых он признавал, хотя и собирались по недостойным мотивам, не представляли собой ничего экстраординарного: желание дать волю инстинктам, стремление отдаться запретным и тайным страстям играли в них первостепенную роль. Кроме того, следовало признать, что нередко причины распутства были чисто психические, проистекающие от намеренного возбуждения того, что сегодня мы называем подсознанием». Барандиаран считал, что споры о колдунах были невероятно раздуты и кипели «в то время скорее в умах интеллектуалов, инквизиторов и судей процессов и аутодафе, чем в головах простых крестьян Сары и Сугаррамурди», а сам Акербельц представлял собой лишь малозначимый элемент в баскской мифологии. Бароха также предположил, что приводимые в судебных процессах сведения об акеларре носят тенденциозный характер. Так, все действия, которые способны вызвать наибольшую степень неприятия у простого народа, выставлялись в качестве основных, а также к ним прибавлялись ещё и ряд отталкивающих деталей. Делалось это, видимо, для того, чтобы оттолкнуть возможных заинтересованных в посещении подобных сборищ, которых могло привлечь простое любопытство. Такие методы были характерны и для других религиозных групп для доказательства их преимущества «не только теологическим путём, но и с помощью взывающих к инстинктам нападок на обычаи противника, которые представлялись не только аморальными, но и противными человеческой природе». Со временем акеларре перестали быть массовым явлением в баскском обществе (хотя попытки возобновления преследований участников обряда предпринимались в начале 1620-х годов), став чем-то мифологическим, отдалённым историческим явлением. Однако и позже (вплоть до XX века) доходили туманные сведения о проведении ведьмовских сборищ в небольших селениях (Гипускоа, Бискайя).

## В культуре
Предполагается, что упоминание о шабаше в долине Сугаррамурди содержится в «Разговоре двух собак» из сборника «Назидательные новеллы» (1613) испанского писателя Мигеля Сервантеса. Одна из ведьм вспоминала о своей подруге: «За три дня до её кончины мы вместе с ней проводили время в одной пиренейской долине, и там у нас шёл пир горой…». Российский филолог Михаил Зеликов привёл этот фрагмент следующим образом «…и были мы обе в горной пиренейской долине на большом пикнике». По его мнению, такая локализация очень показательна. Кроме того, он отметил, что в новелле идёт речь о разных видах ведьм: brujas и hechiceras. Если первые из них встречаются в долинах, лесах и поклоняются дьяволу, вступая с ним в контакт, то вторые более независимы и живут в городах. Комментаторы усматривают в пассаже Сервантеса отсылку к процессу над ведьмами 1609—1610 годов.
«Огромное количество легенд» (по выражению Каро Барохи) о баскских ведьмах опубликовал в 1922 году Барандиаран в журнале «Eusko-Folklore». Некоторые дополнения к этим сведениям привёл священник и писатель Ресуррексьон Мария де Аскуэ в своей работе «Euskalerriaren Yakintza». Фольклорные истории, связанные с проведением колдунами и ведьмами акеларре, нашли отражение в сборниках легенд и сказок. В одной из баскских легенд («Легенды и сказки баскского народа» Мариана Монтейро) Акеларре — это одинокая мрачная остроконечная гора, расположенная в районе между Сугаррамурди и Эчаларом. Было известно, что её посещал дьявол, там распевали богохульные песни и жгли костры, что люди объясняли принесением жертвоприношений. Никто не знал, что там действительно происходило пока это не увидел мальчик, спрятавшийся от холода в дупле дерева посреди поляны на вершине «проклятой горы». К нему слетелись ведьмы и начали вокруг него танцевать: сначала медленно, а затем всё быстрее и быстрее. От происходящего мальчик потерял сознание и когда пришёл в себя увидел жуткую картину: ведьмы собрались вокруг трона, на котором находился огромный козёл. Они по очереди подходили нему и целовали его ногу. После этой церемонии старухи стали хвастаться перед господином о кознях (об убийствах, изуродованных младенцах, порче, осквернённых кладбищах и т. д.). Мальчику удалось после шабаша незаметно уйти и спасти в Италии больную принцессу, задуманным убийством которой перед дьяволом похвалялась одна из ведьм. В сборнике Мартинеса де Лесеа Tоти «Легенды Эускалеррии» акеларре упоминается не один раз, в том числе о нём идёт речь в сказке «Ведьмы и горбуны» (на распространённый в европейском фольклоре несколько «комический» сюжет о наказании завистливого, неблагодарного горбуна вторым горбом).

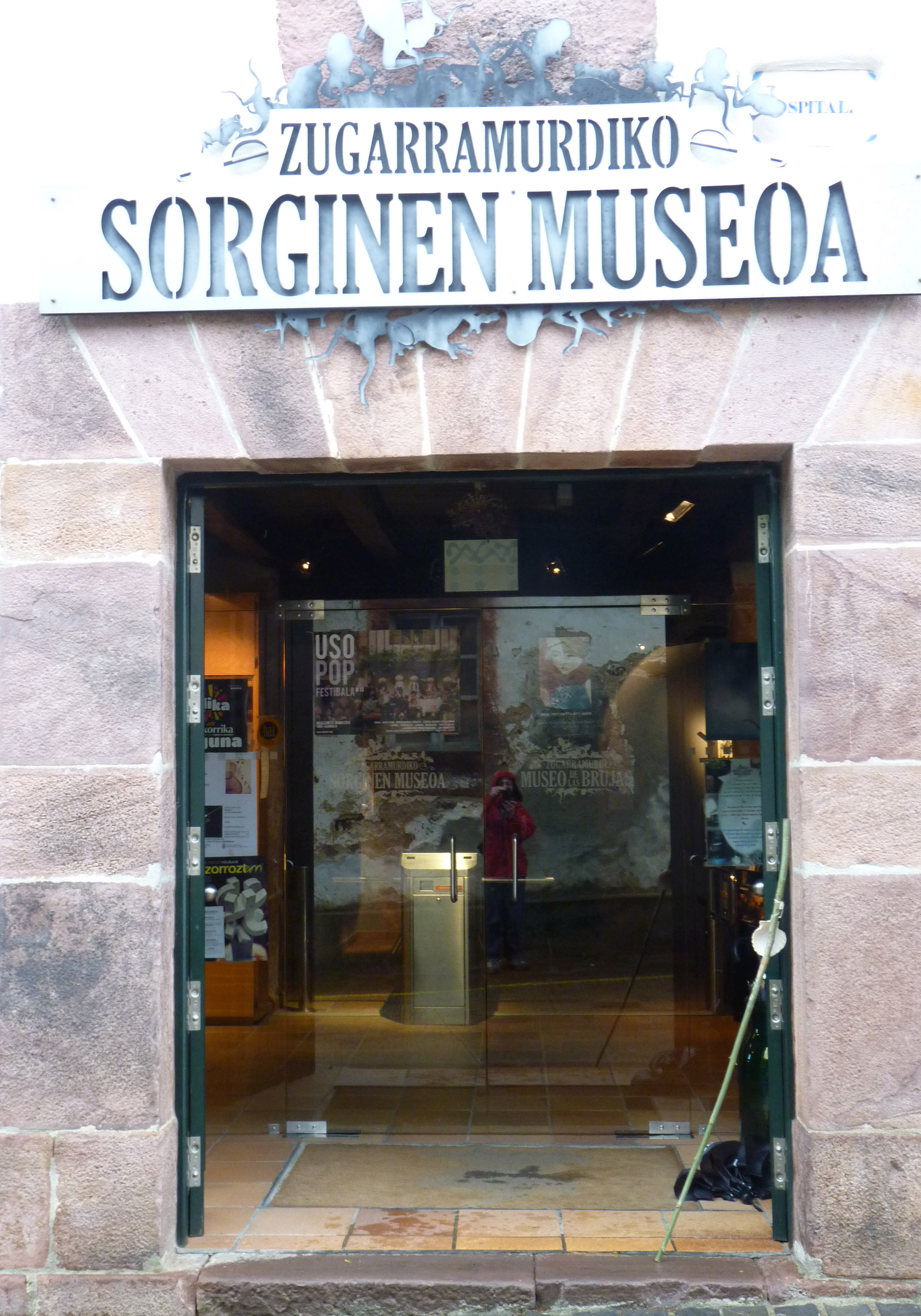
Музей ведьм в Сугаррамурди

В 2007 году в Сугаррамурди открылся Музей ведьм (Museo de las Brujas de Zugarramurdi), для туристов также доступен маршрут в знаменитой пещере. Баскской традиции посвящено несколько испанских фильмов. В 1984 году вышел фильм режиссёра Педро Олеа «Акеларре», действие которого происходит в конце XVI века. В основу сюжета положен реальный ведьмовский процесс, происходивший в Арайсе (Наварра) в 1595 году. Драма была представлена в конкурсной программе 34-го Берлинского международного кинофестиваля. В комедии ужасов «Ведьмы из Сугаррамурди» (2013) режиссёра Алекса де ла Иглесиа герои совершают ограбление мадридского ломбарда. После этого они пытаются бежать во Францию. Рядом с границей герои попадают в городок Сугаррамурди, где обитают баскские ведьмы и в итоге беглецы оказываются вовлечены в шабаш. Фильм получил восемь премий «Гойя» из десяти номинаций в 2014 году, а также гран-при Брюссельского кинофестиваля фантастических фильмов. В 2020 году на экраны вышла историческая драма «Акеларре» (исп. Akelarre (película de 2020)) режиссёра Пабло Агуэро (исп. Pablo Agüero). Действие происходит в 1609 году в баскских провинциях, где разворачивается судебный процесс по обвинению пяти женщин за участие в шабаше ведьм. В 2021 году фильм был удостоен премии «Гойя» в пяти номинациях.